# M5-ös metróvonal (Budapest)

Az M5-ös metró első ütemének terve

Az M5-ös metróvonal (más néven észak–déli regionális gyorsvasút) egy Budapestet érintő vasútfejlesztési elképzelés, amelynek eredményeként a párizsi RER gyorsvasúthoz hasonló elővárosi gyorsvasút jönne létre a szentendrei, a ráckevei és a csepeli HÉV vonalak belváros alatti összekötéséből.

## Története
Már az 1970-es években léteztek komplex tervek a főváros metróhálózatával kapcsolatban. Ekkor tervezték először az M5-ös metróvonal megépítését. A vonal Budán, az Őrmező környékén indult volna, onnan a Kelenföldi pályaudvartól a Móricz Zsigmond körtérig nagyjából azon a nyomvonalon, ahol ma az M4-es metróvonal halad (az ekkori tervek szerint az M4-es Albertfalva felől érkezve épp itt találkozott volna az M5-össel). Innentől a Petőfi híd budai hídfőjétől haladt volna a Klinikákig, ahol a vonal keresztezte volna az M3-as metróvonalat. Majd innen a Kálvária tér és a Fiumei úti sírkert felől érkezett volna a Keleti pályaudvarra, ahol az M2-es és az M4-es metróvonalakkal találkozott volna. Innen észak felé haladva először a Kodály köröndön találkozott volna a kisföldalattival, majd a Lehel téren ismét a 3-as vonallal. Innen a Dunát a Margitszigeten át keresztezte volna, majd a városból kifelé haladva az óbudai temetőig haladt volna.
Az 1980-as években átalakították a terveket. Az M4-es és az M5-ös metróvonal a déli szakaszukon végállomást cserélt: már az M5-ös vonal indult volna Albertfalváról, de nem ment volna be a Móricz Zsigmond körtérig, hanem a Galambóc utcánál létesített új állomáson találkozott volna az M4-es metróvonallal, majd innen keletnek fordulva a Budafoki út, Kvassay út megállók után érkezett volna a Közvágóhíd HÉV-végállomásig, majd a Klinikákig. Ezután a vonal a korábbi tervek szerint haladt volna, de a külső végállomás a Bécsi út helyett a Pomázi út lett volna, járműteleppel. A grandiózus tervekről végül még ebben az évtizedben lemondtak, pénzhiány miatt.
Az 1990-es években az elővárosok lakosságának növekvését nem követte az elővárosi tömegközlekedés fejlesztése. Az elővárosi lakosság növekedése érintette az észak-budai és a Csepel-szigeti régiót is, ám az elővárosokat a belvárosokhoz kötő tömegközlekedési fejlesztések nem követték az igényeket. Az innen érkező HÉV-vonalak a belváros peremén értek véget, felesleges átszállásokra kényszerítve a városközpontba igyekvőket. Kézenfekvőnek tűnt a HÉV-vonalak Belváros alatti összekötése. Ez a tervezet részben támaszkodott a korábbi metrónyomvonalra a pesti szakaszon, de egyébként egy teljesen új koncepció volt.
Demszky Gábor 2002-ben beszélt először a fejlesztés tervéről a sajtónak. Az ötös metrónak elkeresztelt projekt tervezésére Budapest önkormányzata 2005-ben 100 millió forintot különített el. A városvezetés 2007-es kezdéssel EU-források bevonásával szerette volna 2010-re a projektet megvalósítani, ez azonban meghiúsult.
2007-ben Hagyó Miklós főpolgármester-helyettes ismét beszámolt arról, hogy a városvezetés szeretné elkezdeni ún. ötös metró tervezését. 2008 februárjában a VEKE készített négy nyomvonalváltozatot tartalmazó tervet a metró kivitelezésére. A 2014 és 2020 között elérhető uniós forrásokból tervezték megvalósítani a vonalat.
2017 márciusában ismét felmerült a terv egy szűkített változata, mely szerint a vonalnak a déli, a Kálvin térig tartó szakasza valósulhatna meg, a H7-es HÉV-től a csepeli szigetcsúcsot és a Nemzeti Színház környékét érintve.
2018-ban bejelentették, hogy az akkori kormányhatározatban a megvalósítandó tervek közé került az M5-ös metró projektje, amelynek első üteme a H6-es és a H7-es HÉV-ek vonalainak egyesítése, és meghosszabbítása a Kálvin térig. Valamint szóba került a távlati összekötésük a szentendrei vonallal. A határozat a Kunszentmiklós-Tass–Kőbánya-Kispest között közlekedő személyvonatokat is lehozná a föld alá, és az M5-ös metróval integrálná.
2019. május végi ülésén a fővárosi közgyűlés hozott határozatot arról, hogy a H5-ös HÉV vonalat, jelentősége, utasforgalmának nagysága és sűrű követése miatt, 2019. szeptember 1-jétől a Főváros M5-ös metróvonalaként hivatkozza.
2021. április 14-én a Múzeum körúton a Magyar Nemzeti Múzeum főépülete előtt megkezdték a geotechnikai próbafúrásokat a leendő metróvonal Közvágóhíd és Kálvin tér közötti szakasza mentén.

## Vonalvezetése
A gyorsvasút nyomvonalára egyelőre több elképzelés is létezik. Az elképzelések szerint egy olyan gyorsvasúti rendszer jönne létre, amelybe a két dél-pesti és a szentendrei HÉV mellett esetleg az esztergomi vasútvonal tartozna. A városba beérkező csepeli és ráckevei HÉV-vonalakat a Nemzeti Színház előtt a föld alatt kötnék össze egymással, majd onnan a felszín alatt közlekedő metróként folytatnák az útjukat a Haller utca és Boráros tér felé (megszüntetve a jelenlegi zárványt, amely gátolja a kapcsolatot a Millenniumi városnegyed és a Duna-part között). Innen a vasút továbbra is a föld alatt folytatná az útját, a Kálvin térnél keresztezné az M3-as és az M4-es metróvonalat, az Astoriánál pedig az M2-est. A vonalnak – a 2012-es tervek szerint – külön megállója kötné össze a Margit-sziget bejáratát a Szent István parkkal, majd megérkezne a budai oldalra és kapcsolódna a szentendrei HÉV-vonalhoz.
A vonalat egyes elképzelések egy, a német S-Bahnhoz hasonlítható elővárosi jellegű vasútfejlesztéssel egészítenék ki. E tervek szerint az ötös metró vonalain a kunszentmiklósi és az esztergomi vasútvonalakról befutó szerelvények is közlekednének.